# Chukwuebuka Enekwechi
Chukwuebuka Cornnell Enekwechi (né le 28 janvier 1993, dans le Queens, New York) est un athlète américain qui concourt pour le Nigeria, spécialiste du lancer de poids.

## Biographie
Avec un record personnel porté à 21,14 m, il remporte la médaille d'argent lors des Jeux du Commonwealth de 2018. En août 2018, il devient champion d'Afrique du lancer du poids. Il conserve son titre en 2022 et en 2024.

## Palmarès
| Date | Compétition                    | Lieu         | Résultat | Marque  |
| ---- | ------------------------------ | ------------ | -------- | ------- |
| 2018 | Championnats du monde en salle | Birmingham   | 14e      | 19,78 m |
| 2018 | Jeux du Commonwealth           | Gold Coast   | 2e       | 21,14 m |
| 2018 | Championnats d'Afrique         | Asaba        | 1er      | 21,08 m |
| 2018 | Coupe continentale             | Ostrava      | 6e       | 20,82 m |
| 2019 | Jeux africains                 | Rabat        | 1er      | 21,48 m |
| 2019 | Championnats du monde          | Doha         | 8e       | 21,18 m |
| 2022 | Championnats d'Afrique         | Saint-Pierre | 1er      | 21,20 m |
| 2022 | Championnats du monde          | Eugene       | 11e      | 20,65 m |
| 2024 | Championnats du monde en salle | Glasgow      | 6e       | 21,60 m |
| 2024 | Jeux africains                 | Accra        | 1er      | 21,06 m |
| 2024 | Championnats d'Afrique         | Douala       | 1er      | 21,14 m |
| 2024 | Jeux olympiques                | Paris        | 6e       | 21,42 m |

## Records
| Épreuve           | Marque       | Lieu         | Date        |
| ----------------- | ------------ | ------------ | ----------- |
| Lancer du poids   | 21,91 m (NR) | Eugene       | 25 mai 2024 |
| Lancer du marteau | 72,77 m      | East Lansing | 15 mai 2015 |